# Миодраг Дамјановић
Миодраг Дамјановић (Алексинац, 16. јануар 1893 — Хановер, 4. август 1956) је био генералштабни бригадни генерал у војсци Краљевине Југославије, шеф кабинета председника владе Милана Недића, командант Српског добровољачког корпуса и заменик команданта у Југословенској војсци у Отаџбини током Другог светског рата. Након рата био је командант Југословенске војске ван отаџбине током боравка у савезничким логорима.

## Биографија
Рођен у Алексинцу 16. јануара 1893. године. Основну школу и гимназију завршио је у Крагујевцу. Ступио 1909. године у нижу школу војне академије у Београду, са 42. класом.
Отишао је као наредник-питомац у рат против Турске 1912. године у састав Шумадијске дивизије, а 1. децембра исте године унапређен у чин потпоручника. У рат против Бугарске 1913. године улази као водник Шумадијског артиљеријског пука, а 1. октобра исте године је унапређен у чин поручника. Ушао у Први светски рат као капетан II класе. Крајем 1915. године повлачи се са војском, кроз Албанију. Са Крфа пребачен у Солун. Од тада па до Септембарске офанзиве 1918. године командовао је артиљеријом брдских топова у саставу Шумадијске дивизије. Дана 1. септембра 1918. године унапређен је у чин капетана I класе.
По свршетку рата служио је у артиљерији, а 1922. године је ступио у Вишу школу Војне академије, коју завршава одлично 1924. године. 1926. године преведен је у ђенералштабну струку и распоређен за начелника штаба Шумадијске дивизије. У чин мајора унапређен на Видовдан 1920. године, а 1. октобра 1924. године у чин потпуковника. Године 1928. на стажу у Француској. Затим је био на положајима начелника штаба Команде ваздухопловства. У чин пуковника унапређен је 1929. године, а 1. априла 1930. године одређен за војног изасланика у Мађарској. Затим: 1932. године начелник штаба Савске дивизије, командант ваздухопловног пука, в.д. начелника штаба Команде ваздухопловства, а од 1935. начелник штаба исте команде. У чин бригадног генерала унапређен 1. децембра 1937. године.
У току 1938. године постао је начелник штаба III армијске области а Други светски рат затекао га је на положају начелника штаба III групе армија. По капитулацији КЈВ у априлу 1941. године пао је у немачко заробљеништво.
У разним логорима био до почетка маја 1944. године, када се по молби генерала Милана Недића вратио у земљу и постао шеф кабинета Недићеве владе, уместо Милоша Масаловића, кога су четници Драже Михаиловића убили 8. марта 1944. Са тог места је помагао покрет генерала Михаиловића. Ипак, тешка ситуација по окупаторе и квислинге у пролеће 1944. је довела до обједињавања четничких и квислиншких снага у покушају заустављања партизанске офанзиве у јужној и југозападној Србији. Дамјановић је заједно са Драгим Јовановићем пратио Недића на састанку који је овај имао са Михаиловићем у селу Ражана код Косјерића у августу 1944.
Иако је на састанку у Прањанима 6. септембар договорено обједињавање свих националистичких снага против партизана, до ње није дошло. Српски добровољачки корпус је одбио да се стави под Дамјановићеву команду, а и Немци су планирали да га пребаце у Словенију како не би био уништен у борби против партизана и Црвене армије. На Недићеву сугестију, 6. октобра 1944. године немачки заповедник Србије Ханс Фелбер је пренео команду над Српском државном стражом на Дамјановића. На дан 6. октобра, Дамјановић је отишао у штаб Команде Србије ЈВуО. СДС, сада преименован у Српски ударни корпус, се пробијао заједно са четницима и немачком групом армија Е кроз Санџак и источну Босну. Дамјановић је одатле отишао у Врховну команду ЈВуО у Босни. Михаиловић га је одредио за свог помоћника 18. децембра 1944.
Пошто је Михаиловић прихватио план Димитрија Љотића о обједињавању његових снага у Босни са четницима Момчила Ђујића и Доброслава Јевђевића и љотићевцима који су се раније повукли у Словенију, Михаиловић је марта 1945. године поставио Дамјановића за команданта националних снага у Словенији и начелника штаба истакнутог дела Врховне команде ЈВуО. Дамјановић је из Босне стигао у Постојну 26. марта заједно са потпуковником Љубом Јовановићем Патком и потпуковником Синишом Оцокољићем. Четници и љотићевци су се борили под именом Шумадијска дивизија. Заједно са Словеначким домобранством били су подређени вишем СС и полицијском вођи Одилу Глобочнику и требало је да се боре под немачком командом против партизана у Јулијској крајини. Међутим, план борбе никада није реализован услед капитулације Немачког Рајха и ове снаге су делом завршиле у Аустрији, и последично Блајбуршком масакру, или су у мањем броју пребегле у Италију и предале се савезницима. Код трупа које су се предале савезницима у Аустрији поштован је договорени принцип да се трупе предају савезницима на фронту на коме су се бориле (тј. партизанима) док су одбегли у Италију углавном успели да емигрирају без последица.

### Емиграција
На дан 1. маја 1945. године прешао са снагама ЈВуО у Италију, а у априлу 1947. године у Немачку, где је од Британаца био интерниран до маја 1948. године.
Од 1948. године председник Удружења бораца Краљевске Југословенске Војске „Драгољуб Михаиловић" до своје смрти.
Преминуо је 4. августа 1956. у клиници „Агнес Карл" у Хановеру. Сахрањен је свечано 8. августа 1956. на великом гробљу Зелхорст у Хановеру, испраћен од неколико стотина верних сабораца и осталих емигранта, који су засули његов гроб венцима и цвећем. Убрзо потом његови посмртни остаци пренесени су на гробље у Оснабрику.